# Boendestöd
Boendestöd är ett bistånd i form av stöd i den dagliga livsföringen, riktat till särskilda målgrupper i eget boende. Till särskilda målgrupper hör bland annat personer med funktionsnedsättning eller missbruksproblem. Boendestödet anpassas till den enskildes behov av och möjligheter att utveckla ett normalt vardagsliv.
Personer med psykisk funktionsnedsättning kan erhålla boendestöd i form av omvårdnad och aktiva insatser i boendet, enligt socialtjänstlagen (SoL). Boendestöd kan vara ett kostnadsfritt bistånd i en del kommuner, i andra är boendestöd belagt med en avgift. Taxan är ibland samma som för hemtjänst. Syftet med biståndet är att hjälpa den som har en psykisk funktionsnedsättning att klara av att bo i en egen lägenhet eller i ett eget hus. Stöd i vardagen både i hemmet och utåt i samhället kan ingå.
Insatsen boendestöd ser olika ut från kommun till kommun. Eftersom det är en kommunal insats som inte är specificerad i lagstiftningen finns möjligheten att lösa det behov som boendestöd fyller på många olika sätt. Oftast ligger boendestöd antingen under Socialförvaltningen → Socialpsykiatri, eller under Vård & Omsorg.
Enligt LSS-utredningen som presenterades den 1 oktober 2008 föreslås boendestöd ingå som LSS-insats. Många av LSS målgrupp kan få boendestöd, men insatsen beviljas enligt SoL.

### Källförteckning
1. ↑  ”Det orättvisa boendestödet – så sviker samhället de psykiskt sjuka”. Hem & Hyra. https://www.hemhyra.se/nyheter/stodet-som-kan-radda-ett-hem-sa-orattvist-ar-det/. Läst 31 december 2023.
2. ↑  "Möjlighet att leva som andra. Ny lag om stöd och service till vissa personer med funktionsnedsättning" (SOU 2008:77) Arkiverad 26 april 2018 hämtat från the Wayback Machine.. Regeringen.se. Läst 25 april 2018.